# Rumania en los Juegos Olímpicos de Moscú 1980
Rumanía estuvo representada en los Juegos Olímpicos de Moscú 1980 por un total de 228 deportistas que compitieron en 20 deportes.  
El portador de la bandera en la ceremonia de apertura fue el luchador Vasile Andrei.

## Medallistas
El equipo olímpico rumano obtuvo las siguientes medallas:
| Nombre | Deporte            | Competición                    |
| --- | ------------------ | ------------------------------ |
| Oro |                    |                                |
| Nadia Comăneci | Gimnasia artística | Suelo F                        |
| Nadia Comăneci | Gimnasia artística | Barra de equilibrio F          |
| Ștefan Rusu | Lucha grecorromana | 68 kg M                        |
| Toma Simionov Ivan Patzaichin                                                                                                  | Piragüismo         | C2 1000 m M                    |
| Sanda Toma | Remo               | Scull ind. (W1x) F             |
| Corneliu Ion | Tiro               | Pistola rápida de fuego 25 m M |
| Plata |                    |                                |
| Emilia Eberle | Gimnasia artística | Asimétricas F                  |
| Nadia Comăneci | Gimnasia artística | Concurso completo ind. F       |
| Nadia Comăneci Rodica Dunca Emilia Eberle Melita Ruhn Dumitrița Turner                                                         | Gimnasia artística | Concurso completo por eqs. F   |
| Constantin Alexandru | Lucha grecorromana | 48 kg M                        |
| Vasile Dîba Nicușor Eșanu Ion Geantă Mihai Zafiu                                                                               | Piragüismo         | K4 1000 m M                    |
| Petre Căpuștă Ivan Patzaichin                                                                                                  | Piragüismo         | C2 500 m M                     |
| Bronce |                    |                                |
| Equipo | Balonmano          | Torneo M                       |
| Dumitru Cipere | Boxeo              | (54 kg) M                      |
| Valentin Silaghi | Boxeo              | (75 kg) M                      |
| Melita Ruhn | Gimnasia artística | Salto de potro F               |
| Melita Ruhn | Gimnasia artística | Asimétricas F                  |
| Anghelache Donescu (Dor) Petre Roșca (Derbist) Dumitru Velicu (Decebal)                                                        | Hípica             | Doma por eqs.                  |
| Petre Dicu | Lucha grecorromana | 90 kg M                        |
| Vasile Andrei | Lucha grecorromana | 100 kg M                       |
| Vasile Dîba | Piragüismo         | K1 500 m M                     |
| Ion Bîrlădeanu | Piragüismo         | K1 1000 m M                    |
| Olga Homeghi Valeria Răcilă | Remo               | Doble scull (W2x) F            |
| Angelica Aposteanu Elena Bondar Florica Bucur Maria Constantinescu Ana Iliuță Marlena Zagoni Rodica Frîntu Elena Dobrițoiu (t) | Remo               | Ocho con timonel (W8+) F       |
| Equipo | Voleibol           | Torneo M                       |